# Antonieta Madrid
María Antonieta Madrid Maya (17 de mayo de 1939, Valera, Venezuela-  21 de junio de 2024) fue una escritora y diplomática venezolana. 

## Biografía
Antonieta fue hija de Eduardo Madrid Carrasquero y Euricia Maya Rueda, en Valera, Estado Trujillo, Venezuela; y, es la mayor de siete hermanos. Sus bisabuelos maternos hacia el 1887 desde Alicante (España) migraron a Venezuela; su abuela, Rosa Rueda Perozo, ya nació allí. Su padre era un rico terrateniente, su madre era profesora de bióloga, física y química en el Liceo Rafael Rangel de Valera. Las primeras clases de escuela primaria las tomó Antonieta, con su hermana, Olga en el Colegio «Madre Rafols» en su ciudad natal, Valera; luego su educación media la recibió en Caracas, en el Colegio «Santa Rosa de Lima», también de monjas católicas. Un acontecimiento decisivo a esa edad fue la temprana muerte de su madre, a los 47 años, quien muere inesperadamente de un ataque al corazón.
En 1962 comenzó Ciencias de la Educación en la estatal Universidad Central de Venezuela para estudiar, en medio de la turbulenta década de 1960, sus años en Caracas fueron caracterizados por marchas estudiantiles, la guerra de guerrillas, y el movimiento hippie. En 1968, recibió el título de «Licenciada en Educación» con una tesis sobre «Valores sociales de la Televisión Venezolana» (los valores sociales de Venezolana de Televisión).
En 1969 viajó con una beca a EE. UU. donde en la Universidad de Iowa (School of Letters) participando del International Writing Program (IWP). Tras dos años de estancia, pasó un año en Nueva York. Allí publicó en los Poemas de su más tarde obra bilingüe publicada Cinta Nomenclatura cotidiana/Naming day by day (1971), de allí pasó al género de la prosa; sus primeros relatos fueron Reliquias de trapo. Pronto tuvo sus primeros reconocimientos por relatos: «Psicodelia», recibiendo en 1971 el 1.er. Premio en un Concurso literario venezolano Kulturinstituts INCIBA. Poco después, obtuvo el puesto de coordinadora de esa Institución.
En 1974 recibió el Premio Municipal de Literatura del Distrito Federal por la novela No es Tiempo para Rosas Rojas, al año siguiente, la editorial Monte Ávila, Caracas, lo publicó. Al mismo tiempo, fue la primera secretaria de la Embajada de Venezuela en Buenos Aires por dos años.
En 1976, se convirtió en encargada de negocios de la Embajada de Venezuela en Atenas, y pasó los siguientes cinco años, en Grecia, antes de volver en el servicio interno del país. En 1981, comenzó estudios en Caracas, en la Universidad Simón Bolívar. Se graduó de literatura en 1985, con una tesis sobre literatura contemporánea latinoamericana y del Caribe. Más tarde publicó Novela Nostra, y en 1989, obtiene el Premio Fundarte de Ensayo. En 1983, fue directora de un Taller de Literatura en el Centro de Estudios Latinoamericanos Rómulo Gallegos (Celarg). Además de su actividad en el servicio interno de Cancillería, ejerció en la década de 1980, como profesora de la Universidad Católica Andrés Bello y trabajó desde 1985 como investigadora en el Grupo Interdisciplinario de Estudios Caribeños (GIEC) de la Universidad Simón Bolívar. En ese tiempo, también escribe su segunda novela, Ojo de pez,  que obtuvo el Premio Único en la Bienal de Literatura José Rafael Pocaterra (1984). En 1991, estuvo entre los diez finalistas del Premio Rómulo Gallegos, primera escritora venezolana en lograrlo.
En 1989, de nuevo va al extranjero; como diplomática de carrera a Pekín (1989-1991), Varsovia (1991-1994); durante ese tiempo en Europa, hizo numerosos viajes a Inglaterra, Francia, Alemania, Rusia. En 1994, trabajó en la embajada venezolana en Christ Church, Isla de Barbados hasta 1998, y también actuó en la University of The West Indies (UWI) como profesora de Literatura Latinoamericana. De 1999, hasta su retiro en 2001, fue ministra consejera en la dirección de Cooperación Internacional del Ministerio de Asuntos Exteriores de Venezuela.

## Premios y reconocimientos
- Primer Premio del Concurso Latinoamericano de Cuento del INCIBA, 1971. Instituto Nacional de Cultura y Bellas Artes (INCIBA). Caracas, 1971.
- Premio Municipal de Literatura del Distrito Federal, en 1974.
- Finalista del Concurso de Cuentos en el Periódico El Nacional, 1981.
- Premio Único de la Bienal de Literatura José Rafael Pocaterra, 1984.
- Premio Único de Ensayo FUNDARTE, 1989.
- Finalista del Premio Internacional de Novela Rómulo Gallegos, en 1991.

## Obra

### Poesía
- Nomenclatura cotidiana/Naming day by day. Nueva York: arte y de la Poesía de Ediciones, 1971.

### Cuentos
- Reliquias de trapo. Caracas: Monte Ávila Editores, 1972. (Colección Donaire), Primer Premio en el Concurso Interamericano de Cuento del INCIBA (Caracas, 1971). 14 Cuentos en el ambiente universitario de la década de 1960.
- Feeling. Caracas: Ed. CADAFE, 1983. Nueva Edición: ed. Caja Redonda (1997). 14 Cuentos en diferentes ciudades (Caracas, Nueva York, Atenas, El Cairo, Alejandría, etc.)
- La Última de las Islas. Caracas: Monte Ávila Editores, 1988. (Col. Continentes) Antología.

- Al filo de la vida. Caracas: Bid & Coeditor, 83 p. ISBN 9806741099, ISBN 9789806741096 2004.

### Novelas
- No es tiempo para rosas rojas. Caracas: Monte Ávila Editores, 233 p. 1975 (Col. Continente). Reediciones: en 1983 (Col. Continente); En 1994, Col. El Dorado, 2004 (Col. de la Biblioteca Básica de Autores Venezolanos). Premio Municipal de Literatura del Distrito Federal en 1974. Tradujℝo al griego de George Hurmuziades bajo el título: El Einai Kaipos gia Kokkina Triantafylla, Atenas: Nea Estia, 1982. ISBN 9800108041, ISBN 9789800108048

- Ojo de Pez. Caracas: Ed. Planeta, 182 p. 1990. ISBN 980237265X, ISBN 9789802372652 Premio Único en la Bienal de Literatura José Rafael Pocaterra, Valencia, 1984, y Finalista en el Concurso Internacional de Novela Rómulo Gallegos, en 1991.

- De Raposas y de Lobos. Caracas: Ed. Alfaguara, 2001.

### Ensayos
- Lo Bello/lo Feo. Caracas: Ed. de la Academia Nacional de la Historia, 1983 (Col. El libro Menor, N.º 43).
- Novela Nostra. Caracas: Ed. FUNDARTE, 1991. (Col. Cuadernos de Difusión N.º 151). Primer Premio de Ensayo FUNDARTE 1989.
- El Duende que dicta. Caracas: Ed. Caja Redonda, 1998.

### Traducciones al alemán
- «Feeling», a través de la. v. Barbara Kinter, en: Alcántara, Marco (Ed.): Las mujeres en américa Latina 2. Relatos e Informes. Múnich: Deutscher Taschenbuch Verlag, 1986, p. 122-127.

- «Censo», a través de la. a. d. venezolan. Span. de Dagmar Dietz Hertrich, en: De lejanas Ciudades: Textos de los Autores y Autoras de INTERLIT 3. Obtener: Interlit, 1993, p. 155-157.

## Recepción
La obra narrativa de Antonieta Madrid encontró un amplio eco internacional; traduciéndose entre otros, a los siguientes Idiomas: inglés, alemán, italiano, griego moderno y serbo-croata. Muchos de sus cuentos fueron publicados en Antologías .